# Nora von Collande
Nora von Collande (eigentlich Nora Maria von Mitschke-Collande; * 27. Januar 1958 in Berlin-Dahlem) ist eine Schauspielerin und Autorin.

## Ausbildung und Tätigkeit
Collande absolvierte ihre Schauspielausbildung bei Else Bongers in Berlin, lernte Tanz bei Tatjana Gsovsky an der Tanzakademie Berlin und Gesang in München. Collande war an vielen großen Bühnen engagiert wie dem Niedersächsischen Staatstheater Hannover, dem Schauspielhaus Bonn, dem Ernst-Deutsch-Theater in Hamburg, der Komödie und dem Theater am Kurfürstendamm in Berlin und zahlreichen anderen. Dabei spielte sie zunächst in klassischen Stücken wie Nathan der Weise mit Wolfgang Reichmann und danach auch Komödien mit ihrem späteren Lebensgefährten Herbert Herrmann.
Collande wirkte in zahlreichen Fernsehserien mit, wie beispielsweise dem Tatort, Praxis Bülowbogen, Marienhof, St. Pauli-Landungsbrücken oder SOKO 5113.  Am Silvesterabend 1990 sah man sie in der weiblichen Hauptrolle des Stückes Das Geld liegt auf der Bank von Curth Flatow. Ihre Partner waren u. a. Georg Thomalla, Utz Richter und Eckart Dux. Ihre bekannteste Fernsehrolle hatte von Collande von 1993 bis 2003 in der ZDF-Serie Forsthaus Falkenau.

## Familie
Nora von Collande entstammt einer schlesischen Adelsfamilie und ist die Tochter des Schauspielers, Regisseurs und Theaterintendanten Volker von Mitschke-Collande (1913–1990; Künstlername: Volker von Collande) und dessen vierter Ehefrau, der Sprecherzieherin und Sprachtherapeutin Irene Nathusius (1928–2018). Ihr Urgroßvater Paul Wiecke (1862–1944) war Schauspieldirektor in Dresden. Ihre Tante war die Schauspielerin Gisela von Collande.
Collande heiratete in erster Ehe 1983 den Schauspieler Rick Parsé (* 1935). Die Ehe wurde am 25. Juni 2003 geschieden. Seit 2003 lebt sie mit dem Schauspieler Herbert Herrmann zusammen.

## Filmografie (Auswahl)
- 1977: Tatort – Wer andern eine Grube gräbt … (Fernsehreihe)
- 1980:  St. Pauli-Landungsbrücken (Fernsehserie, Folge Rio)
- 1982: Der Androjäger (Fernsehserie, Folge 23)
- 1983: Kontakt bitte... (Fernsehserie)
- 1983: Kalendergeschichten (Fernsehserie)
- 1983: Kinder unseres Volkes
- 1983: 4 Hoffmanns und 5 Cupovics
- 1990: Das Geld liegt auf der Bank
- 1991: Zwei Schlitzohren in Antalya (Fernsehserie)
- 1991: Vorsicht! Falke! (Fernsehserie)
- 1991: Praxis Bülowbogen (Fernsehserie, Folge Kein feuchter Tod)
- 1992: Happy Holiday (Fernsehserie, Folge Der Profi)
- 1993: Marienhof (Fernsehserie, 3 Folgen)
- 1993: Tatort – Die Zärtlichkeit des Monsters
- 1994–2003: Forsthaus Falkenau (Fernsehserie)
- 1999: SOKO 5113 (Fernsehserie, Folge Tommy)
- 2001: Jenny & Co. (Fernsehserie, Folge Kinder, Kinder...)